# Cycle d'Avalon
Le Cycle d'Avalon (titre original : Avalon Series) est un cycle de fantasy écrit par Marion Zimmer Bradley, et continué par Diana L. Paxson, publié de 1983 à 2009, qui propose une réécriture de la légende arthurienne du point de vue féminin. Le thème déborde ensuite de ce cadre, puisque la série recouvre l'histoire de la Bretagne depuis la conquête romaine, et même depuis la mythique submersion de l'Atlantide. Dans cette série de romans, les femmes sont au premier plan.

## Composition du cycle
Le cycle est composé de huit ouvrages dont l'ordre d'écriture ne reflète pas l'ordre des évènements fictifs relatés :
1. La Chute d’Atlantis ((en) The Fall of Atlantis, 1987)
2. Les Ancêtres d'Avalon ((en) Ancestors of Avalon, 2004)ce livre est posthume et a été écrit par Diana L. Paxson d'après les notes de l'auteur (M. Z. Bradley)
3. (en) Sword of Avalon, 2007ce livre est posthume et a été écrit par Diana L. Paxson
4. (en) Ravens of Avalon, 2007ce livre est posthume et a été écrit par Diana L. Paxson d'après les notes de l'auteur (M. Z. Bradley)
5. La Colline du dernier adieu ((en) The Forest House (en), 1994)
6. Le Secret d'Avalon ((en) Lady of Avalon (en), 1997)
7. La Prêtresse d'Avalon ((en) Priestess of Avalon, 2000)écrit avec Diana L. Paxson
8. Les Dames du lac ((en) The Mists of Avalon, 1983)la deuxième partie du livre est Les Brumes d'Avalon ; les deux derniers romans ne font qu'un dans la version originale qui se nomme : The mists of Avalon. Il s'agit en fait d'une adaptation de l'œuvre originale plutôt que d'une traduction, certains aspects politiques de l'intrigue ayant été omis dans la version française.

## Les Ancêtres d'Avalon
Environ 2000 ans av. J.-C., l'Atlantide vit ses derniers moments. Elle est divisée en dix royaumes, dont celui d'Alkonath et celui d'Ahtarrath. Les séismes se multiplient et l'évacuation des populations est organisée. Mais la fin se précipite, et la panique s'installe, désorganisant l'exode. Micail et Tiriki, les princes d'Ahtarrath se retrouvent séparés.
Micail se retrouve avec son cousin Tjalan, prince d'Alkonath, et se réfugient au sud de l'Île des Braves (la future Grande-Bretagne) dans la ville de Belsairath, pour tenter de reconstruire la civilisation atlante. Pour ce faire, ils commencent la construction d'un cercle de pierres (Stonehenge) destiné à canaliser et utiliser les forces telluriques.
Tiriki se retrouve dans la même île mais plus au nord, et vit parmi un peuple vivant dans les marais autour du Tor. Elle donne naissance à Domara et devient prêtresse de la Déesse, qu'elle associe à une des divinités d'Atlantis.
Au bout de plusieurs années, les deux groupes d'Atlantes reprennent contact, mais mesurent le fossé qui s'est creusé entre eux : ceux de Belsairath veulent vivre à la manière des anciens atlantes aux dépens de la population locale, tandis que ceux du Tor vivent intégrés en symbiose avec le peuple des marais. Tjalan tente de soumettre le groupe du Tor au moyen des forces telluriques, mais l'affrontement se solde par sa mort et la mise en service du cercle de pierres. Micail, déchiré entre les deux camps est blessé, mais finit par se remettre et rejoint son épouse au Tor, pour créer les bases de la tradition à transmettre à la postérité.

## La Colline du dernier Adieu(80-96)
L'histoire se passe en Bretagne, sous les règnes des empereurs Titus et Domitien. L'auteur reconnait elle-même s'être inspiré du thème de la Norma, après avoir placé l'intrigue en Bretagne et avoir changé les personnages.
La Bretagne est conquise depuis 43, mais la population n'accepte pas l'occupation romaine, surtout depuis l'enrôlement d'hommes bretons qui sont envoyés exploiter les mines d'étains et y travaillent dans des conditions déplorables, avec une forte mortalité. Ardanos, le Grand Druide, a cependant négocié des accords avec les Romains permettant aux Bretons de pratiquer leurs rites et leur religion et aux prêtresses d'avoir un sanctuaire à Vernemeton. 
À la suite d'un accident, un jeune romain, Gaius Marcellius Severus Siluricus, fils du préfet Gaius Marcellius Severus Senior et de son épouse Silure, est recueilli et soigné, par le gendre de Ardanos, Benedig, un farouche opposant aux Romains. Une amitié se noue cependant entre Gaius, qui se fait nommer Gavain, et Kerrig, le fils adoptif de Benedig, et une idylle commence entre Elane et Gaius. Rétabli, Gaius rejoint son père et le persuade, malgré les réticences de ce dernier, de demander pour lui la main d'Elane. Benedig refuse le mariage. Les deux amants se retrouvent aux feux de Beltane, mais doivent se séparer, Elane ayant rejoint la maison des vierges pour devenir prêtresse de la Déesse. Durant cette rencontre fut conçu leur fils, Gavain, qui naquit secrètement.
Gaius se marie avec Julia la fille de Martius Julius Licinius, gouverneur de la Bretagne, et commence la carrière classique d'un jeune chevalier romain, tandis que Elane est choisie pour devenir la Grande Prêtresse. Sous l'influence d'Ardanos, elle prône la paix avec les Romains, et incite la prêtresse Kellen à fonder un sanctuaire inviolable dans l'île d'Avalon, autour du Tor. 
À la mort d'Ardanos, les druides, conduits par Benedig, veulent lancer une révolte contre les Romains, en profitant des désordres consécutifs à l'assassinat de Domitien. Apprenant qu'Elane est la mère de Gavain, il la condamne au bûcher, fait prisonnier Gaius, et les fait brûler au bûcher.

## Le Secret d’Avalon
Ce livre se divise en trois parties, et retrace l'histoire d'Avalon entre le tome précédent et l'avènement d'Uther Pendragon.

### La Sibylle(96-118)
Cette histoire débute immédiatement après la précédente. Après la mort de Gaius et d'Elena, Caillean (Kellen) recueille Gawen (Gavain) et l'emmène dans l'île d'Avalon. Peu après, la Reine des Fées confie à Caillen sa fille Sianna, pour qu'elle devienne prêtresse. Gawen, lui, est éduqué par les druides et apprend également la harpe. Il fréquente également une communauté de chrétiens, fondée par Joseph d'Arimathie, qui, ayant amené de Judée une gourde contenant le sang du Christ, la dissimule dans Avalon.
La tolérance et le respect qui régnaient entre les deux communautés volent en éclats après la mort de Joseph, quand son disciple, le fanatique Paulus, prend la succession de Joseph. Gawen, refusant d'être un enjeu entre les deux communautés, quitte Avalon et rejoint son aïeul romain, Gaius Marcellius Severus Senior.
Il s'engage dans l'armée romaine et prend part à une bataille contre les Brigantes en révoltes, soutenus par les Novantae et les Selgovae. Après la défaite romaine, comprenant que le combat romain n'est pas le sien, il déserte et rejoint Avalon, où il accepte de passer les épreuves druidiques. Il devient le Pendragon et épouse Sianna.
Peu après, Paulus décide de mettre fin au paganisme à Avalon et conduisant une cohorte romaine, entreprend de détruire le Cercle de Pierres. Les soldats romains sont vaincus et tués, mais Gawen est mortellement blessé dans le combats, et les moines en fuite menacent de revenir avec une autre armée romaine. C'est alors que la Reine des Fées apprend à Caillean qu'il y a un moyen de protéger Avalon, en le séparant du reste du monde, tâche qui ne réussira qu'avec l'aide d'un Gawen mourant, qui y laissa ses ultimes forces. 
Désormais Avalon sera masqué aux humains par des brouillards et le non-initié qui tentera de les franchir se retrouvera sur une île  où ne vit que la communauté chrétienne. Désespérée, Sianna ne vivra que pour l'enfant qu'elle a eu de Gawen.

### L'Impératrice(285-293)
Plus d'un siècle et demi s'est écoulé, pendant lesquels Avalon a formé la noblesse bretonne et a exercé une influence discrète sur les affaires politiques de l'île.
Mais un nouveau péril guette la Bretagne, sous la forme des incursions des pirates saxons. Les Romains, en butte à des luttes internes au sein de l'Empire, ne peuvent pas protéger efficacement l'île. En visite auprès d'Eiddin Mynoc, prince des Durotriges, Dierna, l'actuelle dame d'Avalon, prend en charge Teleri, la jeune fille du prince, qui souhaite devenir prêtresse. Revenant à Avalon, elles manquent d’être prises et violées par des Saxons.
Dierna, par ses dons de voyance, aide le navarque Carausius à repousser les Saxons et lui fait épouser Teleri. Mais l’empereur accuse Carausius de détourner l’argent des impôts et le convoque pour jugement à Rome. Il refuse, se proclame empereur de Bretagne, repousse une flotte romaine, mais devant lutter contre les Pictes, doit conclure une alliance avec les Saxons pour que ceux-ci défendent les côtes bretonnes.
L’anarchie dans l’Empire romain prend fin et l’empereur Dioclétien instaure la Tétrarchie. L’un des nouveaux césars, Constance Chlore, part reconquérir la Bretagne. Carausius est trahi et grièvement blessé par son second Allectus et meurt à proximité d’Avalon. Dierna invoque la malédiction sur ses assassins et Allectus, qui a repris la lutte contre les Romains est vaincu et tué. Teleri, qui avait pris le parti d’Allectus, se réfugie à Avalon.

### La Fille d'Avallon(440-452)
Quarante ans plus tard, les Romains, menacés de toute part par les Barbares, ont abandonné la Bretagne en laissant Ambrosius Aurelianus pour défendre l’île. Les Bretons ont élu un Grand Roi Vortigern. Ces deux chefs sont en concurrence sans se combattre, mais Vortigern a dû faire appel aux Saxons Hengist et Horsa, pour combattre les Pictes.
La dame d’Avalon, Ana, avait alors trois filles, Idris, mariée à un fils de Vortigern et morte en couches, Anara, formée pour lui succéder et Viviane, qu’elle avait placée dans une famille de l’île de Mona. Anara morte, elle rappelle auprès d’elle Viviane, mais entre les deux femmes, de forte personnalité, débute une cohabitation hostile.
Vortigern rompt son association avec les Saxons, qui pillent les campagnes bretonnes. Vortimer, son dernier fils, entreprend la lutte contre les Saxons. Une bande saxonne attaque l’autre île (chrétienne) d’Avallon, mais Viviane, devenue la gardienne du Graal, l’utilise pour les anéantir. Ana donne naissance à une quatrième fille, Igraine. Taliesin, le chef des druides, et le père présumé de Viviane, et celle-ci, sont envoyés auprès de Vortigern et d’Ambrosius afin de les convaincre de faire la paix et de se coordonner pour lutter contre l’envahisseur. Viviane épouse Vortimer, qui remporte dans le Kent une grande victoire contre Hengest, mais meurt peu après de ses blessures.
Viviane revient à Avalon et accouche d’une fille, Eilantha, qui meurt peu après, et Ana meurt en accouchant de Morgause. Les druides choisissent VIviane pour succéder à Ana et Taliesin, pour ne pas accomplir le rite de consécration de la Grande Prêtresse, qu’il considère comme incestueux, invoque l’esprit de Merlin pour le remplacer.

## La Prêtresse d'Avalon(259-329)
Ce livre s'inspire de la vie d'Eilan ou Hélène, mère de l'empereur romain Constantin Ier. L'auteur raconte dans la préface qu'on n'a que peu d'informations historiques sur cette princesse, mais remarque qu'elle occupe une place privilégiée dans les légendes de l'Angleterre, et en fait une prêtresse d'Avalon. L'histoire est contemporaine de celle narrée dans L'impératrice, incluse dans le précédent volume.
En 259, Rian, dame d'Avalon, meurt en donnant naissance à Eilan, qu'elle a eu de Coelius, prince de Camulodunon. Ganeda succède à Rian comme dame d'Avalon, et envoie sa nièce chez Coelius. Dix ans plus tard, Eilan revient à Avalon pour y être instruite et devenir prêtresse. Elle se heurte à la rancune de Ganeda, mais se lie d'amitié avec Dierna, la petite-fille de Ganeda. Une vision d'une des prêtresses montre la venue d'un "Restaurateur de la Lumière", qui est identifié au romain Constance Chlore. Aelia, la prêtresse chargée d'attacher Constance à la cause d'Avalon prend peur, et Eilan prend sa place, mais s'attire le courroux de Ganeda qui la chasse d'Avalon.
Rappelé par l'empereur Aurélien, Constance suit une carrière militaire. Eilan, devenue Hélène, le suit, et donne naissance à Constantin. Mais les problèmes de succession impériale amène au pouvoir Dioclétien, qui instaure la Tétrarchie : deux Augustes et deux Césars se partagent le pouvoir, et Constance Chlore est nommé césar, mais doit se séparer d'Hélène pour épouser Théodora, fille de l'Auguste Maximien. Vingt ans plus tard, les Augustes abdiquent et les Césars, dont Constance Chlore, deviennent Augustes. Mais ce dernier meurt un an plus tard et Constantin se proclame césar. 
Cependant le système de la Tétrarchie éclate et la guerre civile ravage l'empire. Le grand vainqueur de cette guerre est Constantin, qui autorise ensuite les chrétiens à pratiquer leur culte. Hélène devient l'impératrice-mère et élève Crispus, fils illégitime de Constantin et de Minerniva. Fausta, la nouvelle épouse de Constantin, donne naissance à plusieurs fils. Lorsque Crispus devient adulte et est nommé césar, Fausta complote pour l'évincer et Constantin le fait exécuter. Horrifiée, Hélène s'éloigne de Constantin, mais est envoyée à Jérusalem pour identifier les lieux saints. À son retour à Rome, elle décide de se faire passer pour morte et se retire à Avalon, avec une autre Hélène, veuve de Crispus, et Crispa, la fille de ces derniers.

## Les Dames du lac
Quelques années se sont écoulées depuis la fin de La Fille d'Avalon. Ygerne a épousé Gorlois, duc de Cornouailles, et vient de donner naissance à Morgane, et Viviane à Balan, qu'elle a conçu au cours des Feux de Beltane. Viviane rend visite à sa sœur Ygerne à Tintagel et lui annonce qu'elle doit être la mère du futur Grand Roi de Bretagne. Comprenant qu'Uther Pendragon sera le père de ce roi et non Gorlois, elle commence par refuser son destin. Le Grand Roi Ambrosius Aurelianus vient de mourir et Gorlois et Ygerne se rendent à Londinium pour le couronnement de son successeur Uther Pendragon. En rencontrant ce dernier, elle se rend compte qu'ils étaient très liés dans une précédente incarnation et accepte son destin. Gorlois, en proie à la jalousie, abandonne Uther et retourne en Cornouailles, malgré son hommage. Uther attaque Gorlois, profite d'une ruse pour rencontrer Ygerne au cours d'une nuit où ils conçoivent Arthur, et au cours de laquelle Gorlois est tué.
Uther épouse Ygerne et Arthur est confié à Ectorius qui l'élève avec son fils Cai. Pour consolider son pouvoir, Uther marie sa belle-sœur Morgause au roi Lot d'Orcanie. Morgane rejoint Avalon pour y devenir prêtresse. Plusieurs années s'écoulent, et Uther décline et se meurt. Arthur doit lui succéder, grâce aux actions de Viviane, qui le consacre suivant l'ancien rite du Roi Cornu. Morgane, qui a participé à ce rite, donne naissance au fils d'Arthur, nommé Gwydion, qui est élevé par Morgause. Il reçoit Excalibur, en gage de sa fidélité à la Déesse. Furieuse d'avoir été ainsi manipulée, Morgane quitte Avalon. Arthur épouse Guenièvre, fille du roi Léodegan. Élevée dans la religion chrétienne, elle n'aura de cesse d'écarter Arthur d'Avalon pour imposer le christianisme. À la veille de la bataille du Mont Badon, Arthur abandonne la bannière du Pendragon et adopte celle du christianisme comme unique bannière. Kevin, le barde qui a succédé à Merlin, tente plusieurs conciliations entre Arthur et Avalon, mais Arthur refuse de revenir à l'ancienne religion.

## Les Brumes d'Avalon
Gwydion est envoyé à Avalon pour qu'il y soit éduqué dans la religion de la Déesse et préparé à devenir le prochain Haut Roi. Viviane se rend à Camelot pour rappeler à Arthur ses engagements envers la Déesse, et lui reprendre Excalibur en cas de refus, mais est assassinée. Morgane épouse Urien, roi des Galles du Nord, et y favorise le culte de la Déesse. Elle devient également l'amante d'Accolon. Elle complote également le mariage de Lancelot et d'Elaine, pour éloigner ce dernier de la cour. Avec l'aide d'Accolon, elle tente de reprendre Excalibur à Arthur, mais le complot échoue et Accolon est tué.
Gwydion arrive à Camelot où il est reçu parmi les Chevaliers de la Table Ronde et prend le nom de Mordred. Initialement ce nom lui a été attribué par les Saxons. Kevin trahit et dérobe les objets sacrés d'Avalon, dont la coupe du Graal pour les donner à l'évêque Patricius. Morgane les reprend au cours de la messe devant les consacrer à Camelot, et son apparition durant cette messe est considérée comme une apparition de la Vierge. Les chevaliers du royaume se lancent à la recherche de la coupe du Graal, affaiblissant le royaume. Galaad, le fils de Lancelot et d'Hélène (Elaine) meurt au cours de cette quête. Mordred intrigue pour semer le désordre à la cour, profitant de l'amour entre Lancelot et Guenièvre, pour affaiblir Arthur et s'emparer du trône, mais les deux s'entretuent. Le royaume commence à être à nouveau envahi par les Saxons.
Cependant, Morgane, en découvrant une statue de Sainte Brigitte, comprend que la Déesse n'a pas perdu la partie et survit au sein même du christianisme, et comprend la vanité de ses tentatives de maintenir le culte de la déesse.